# شورية طحينية
شورية طحينية (الاسم العلمي:Shorea farinosa) هي نوع غير مؤكد من النباتات تتبع جنس الشورية من فصيلة مجنحية الثمر.